# Locris antinorii
Locris antinorii är en insektsart som beskrevs av William Lucas Distant 1908. Locris antinorii ingår i släktet Locris och familjen spottstritar. Inga underarter finns listade i Catalogue of Life.